# Naso minor
El Naso minor es una especie de pez cirujano del género Naso, encuadrado en la familia Acanthuridae. Es un pez marino del orden Perciformes, distribuido por aguas tropicales del océano Indo-Pacífico, desde la costa este africana hasta Filipinas y Australia.
Su nombre más común en inglés es Slender unicornfish, o pez unicornio esbelto, debido a su menor volumen corpóreo.
Es una especie común en su rango, y puede ser localmente abundante, como en Filipinas, donde es recolectada para consumo humano.

## Morfología
Tiene el cuerpo en forma alargada-oval, comprimido lateralmente. Carece de prominencia alguna en la frente, y de dos espinas en cada lado del pedúnculo caudal, como es habitual en la mayoría de especies del género. Tiene un surco oblicuo al lado del hocico, debajo de los orificios nasales.
De color gris azulado, tiene la espalda y parte superior del cuerpo, en un tono marrón. La aleta caudal es de color amarillo, con una mancha blanca en su base. La placa peduncular de la espina defensiva es negruzca, y solo tiene una espina en cada lado.
Tiene 5 espinas dorsales, de 28 a 30 radios blandos dorsales, 2 espinas anales y 28 radios blandos anales.
Puede alcanzar una talla máxima de 30 cm, siendo de las especies más pequeñas del género.

## Hábitat y modo de vida
Especie bento-pelágica, pero asociada a arrecifes. Habita en laderas de arrecifes exteriores, normalmente en extremos superiores de simas, donde se les ve en pequeños cardúmenes. Desciende de la columna de agua a los arrecifes, para ser desparasitado por especímenes de la especie Labroides dimidiatus.
Su rango de profundidad oscila entre 8 y 55 m.

## Distribución
Se distribuye en el océano Indo-Pacífico, desde la costa este africana hasta Filipinas y Australia. Es especie nativa de Australia, Filipinas, Guam, Indonesia, Kenia, Malasia, islas Marianas del Norte, Mauritius, Mozambique, Papúa Nueva Guinea, Reunión, islas Salomón, Taiwán, Tanzania y Timor-Leste.

## Alimentación
Se alimentan de zooplancton, y de algas bénticas, formando pequeñas agregaciones.

## Reproducción
Son dioicos, de fertilización externa y desovadores pelágicos. Desovan por la mañana temprano y al atardecer, durante el primer y tercer cuarto de la fase lunar. No cuidan a sus crías.
Los machos exhiben rápidos y notables cambios de coloración durante el cortejo.